# Ilha Omelek
A Ilha Omelek faz parte do Atol Kwajalein na República das Ilhas Marshall. Ela é controlado pelas Forças Armadas dos Estados Unidos ao abrigo de um contrato de longo prazo (junto com outras dez ilhas do atol) e faz parte do Ronald Reagan Ballistic Missile Defense Test Site.

## Geografia
A ilha está situada em 9° 02,89′ N, 167° 44,585′ L e tem cerca de 32.000 metros quadrados (8 acres). Geologicamente, é composto por rochas de coral, como as outras ilhas do atol, a mesma é formada pelo acúmulo de restos de organismos marinhos (corais, moluscos, etc)

## História

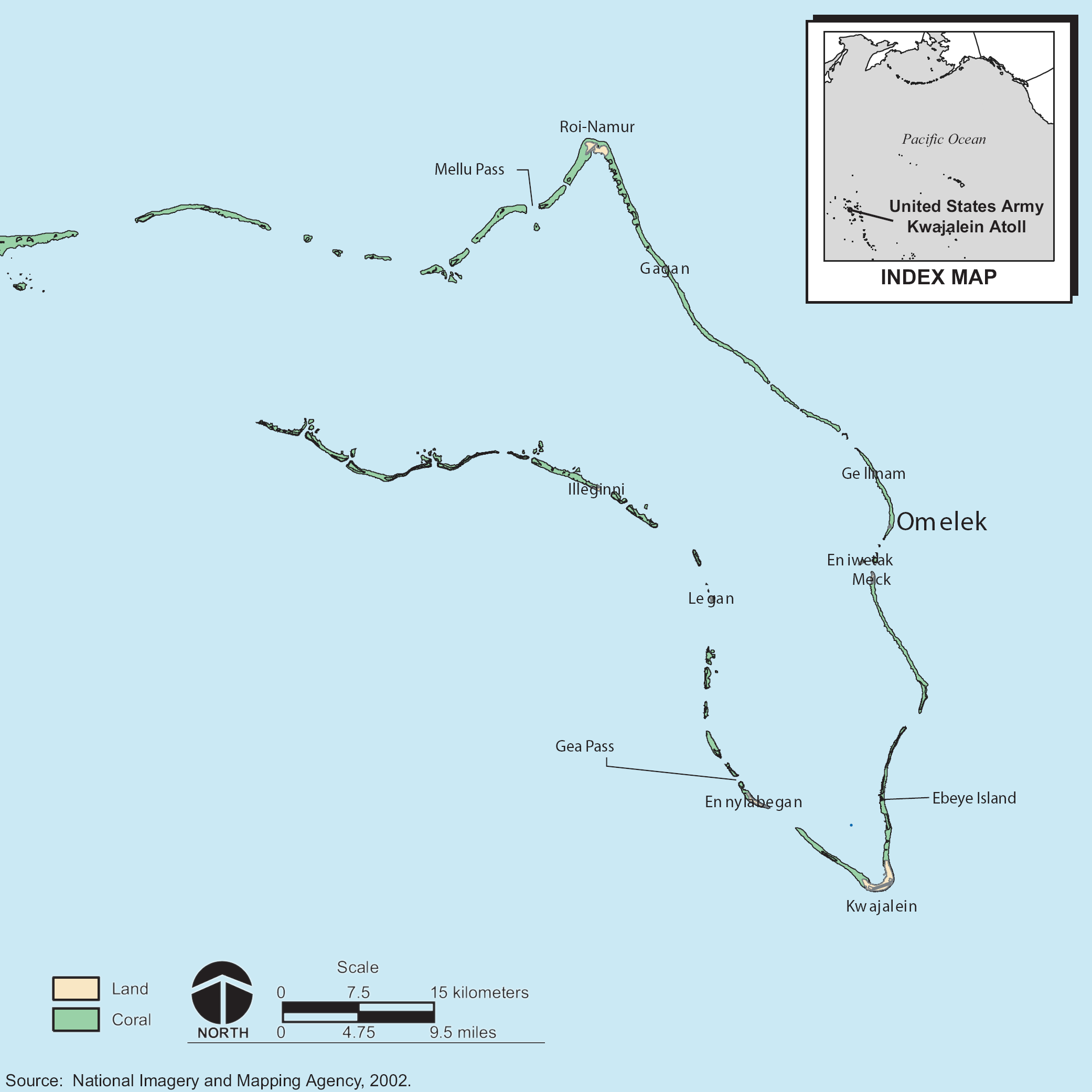
Mapa do atol Kwajalein.

Por muito tempo Omelek tem sido usada pelos Estados Unidos para a sugestionabilidade de lançamentos de foguetes menores devido ao seu relativo isolamento no sul do Pacífico. O último foguete lançado pelo governo dos Estados Unidos aconteceu em 1996. Mais recentemente, devido a proximidade com o Equador e infra-estrutura de monitoramento de radar nas proximidades atraiu a SpaceX, uma provedora de lançamentos orbitais, que renovou as instalações na ilha e consolidado como o principal ponto de lançamento. Ela começou a lançar foguetes SpaceX Falcon 1 em Omelek a partir de 2006, em 28 de setembro de 2008 foi lançado com sucesso o quarto voo do Falcon 1. Este foi o primeiro foguete alimentado por propelente líquido, e e também realizado com fundos privados. Posteriormente foi efetuado um lançamento de outro Falcon 1 em 13 de julho de 2009, colocando o satélite malaio RazakSAT em órbita.
O Test Site Reagan, que inclui locais de lançamento de foguetes em outras ilhas do Atol de Kwajalein na ilha Wake, e no Atol Aur é a única instalação equatorial do governo dos EUA.